# +972 Magazine
+972 Magazine és un webzine d'esquerres de notícies i opinió fundat el 2010 per un grup de periodistes israelians a Tel-Aviv. Noam Sheizaf, cofundador i editor de +972 Magazine, va afirmar que volien expressar una nova «i majoritàriament jove veu que participés en el debat internacional sobre Israel i Palestina». Van anomenar el lloc web en referència al codi telefònic internacional «972» que comparteixen Israel i els Territoris Palestins. Els articles estan escrits majoritàriament en anglès per arribar a un públic internacional.

## Història
Els quatre periodistes cofundadors de +972 Magazine, Lisa Goldman, Ami Kaufman, Dimi Reider i Noam Sheizaf, van decidir crear una publicació digital a partir dels blogs que tenien i perquè compartien opinions progressistes, inclosa l'oposició a l'ocupació israeliana dels territoris palestins. Sarah Wildman va descriure +972 Magazine a The Nation:
Va néixer l'estiu del 2010 com a paraigua per a un grup de blogs preexistents. Ara és un lloc en línia per a més d'una dotzena d'escriptors, una barreja d'israelians, israelians binacionals estatunidencs i canadencs i dos palestins. Tots ells ocupen, si us perdoneu el terme, un espai a l'espectre de l'esquerra.
+972 Magazine té una estructura organitzativa horitzontal i col·laborativa. Els nous membres proposats són «votats pel grup i poden ser rebutjats». La plantilla contracta i acomiada l'editor, el qual, però, no té autoritat per a contractar o acomiadar treballadors. El lloc web té una «ètica periodística poc ortodoxa: tots els autors tenen total llibertat per a escriure quan i el que vulguin»: 
No hi ha jerarquia: l'editor fa una exploració legal de cada història, si veu alguna cosa que s'ha de canviar per motius jurídics, ho notifica a l'autor abans de fer cap canvi.
+972 Magazine es dedica «a promoure una visió del món progressista de la política israeliana, a defensar la fi de l'ocupació israeliana de Cisjordània i a protegir els drets humans i civils a Israel i Palestina», a més, «dona suport a causes concretes i està orientat al canvi social i polític». Segons la periodista Liel Leibovitz, diversos membres de la cooperativa «participen en les manifestacions conjuntes israelianopalestines darrere de la Línia Verda i treballen estretament amb els activistes que coordinen aquestes protestes».
La revista es finança en gran part amb les subscripcions. A més, la Fundació Heinrich Böll, un grup de reflexió alemany afiliat al Partit dels Verds, va aportar 6.000 euros de finançament el primer any. Segons The Nation, el New Israel Fund va aportar 10.000 dòlars el primer any i 60.000 dòlars el 2012. La majoria de visites al lloc web provenen de fora d'Israel, amb un 40% dels Estats Units d'Amèrica, un 20% dels Territoris Palestins i el 20% restant són lectors israelians.
Segons The Nation, escriptors del diari d'esquerres Haaretz i intel·lectuals israelians d'esquerra han criticat el webzine. L'organització pro-Israel ONG Monitor va acusar +972 Magazine de ser antisemita per aplicar l'analogia de l'apartheid pel que fa al tracte rebut pel poble palestí a Israel.